# Samuel Sebastian Pérez Rodríguez
Samuel Sebastian Pérez Rodríguez   (segle XX) és un cineasta i dramaturg valencià, fill de la pintora Ester Rodríguez Ro. Des del 12 anys escriu articles de cinema i art. Llicenciat en Història de l'Art, obtingué el premi extraordinari de carrera. Després va encetar la seva carrera com a cineasta i ocasionalment com a professor de cinema, fundant la productora sinCasa.
Membre del grup Ja en tenim prou, va rebre juntament amb tot el col·lectiu el Premi Llibertat d'Expressió atorgat per la Unió de Periodistes Valencians.
Igualment ha realitzat videoclips per a Clara Andrés i el grup Òwix a més d'obtindre diferents premis pels seus curts. En 2009 fou nominat als Premis Tirant pel seu videoclip Fer Res de Clara Andrés, interpretat per Irene Klein, i per la seua videocreació sobre les persones migrants i els mitjans de comunicació La mar que ens separa.
A l'octubre de 2008 obtingué el premi Octubre de teatre amb l'obra Les habitacions tancades, que és el seu primer text dramàtic, sent el més jove guanyador d'aquest premi i el primer nascut a la ciutat de València.
La seva pel·lícula La pausa dels morts va ser retirada per ell mateix del Festival de Cinema de Teheran com a protesta pública pels abusos i tortures del govern iranià, escrivint una carta en la qual mostrava les seves raons.
Actualment resideix a Barcelona.

## Filmografia
- El primer silencio (2006). 76 min.
- Mur Viu (2007). 63 min. Documental.
- La Moma (2007). 10 min. Documental. Premi LesGaiCineMad08 al millor documental espanyol.
- 1936: in memoriam (2007). 10 min. Videocreació.
- Històries trobades i trens perduts (2008). 3 min. Fals documental.
- El final del principio/ La fi del principi (2008). 24 min. Documental.
- La mar que ens separa (2008). 15 min. Videocreació.
- Tots tenen la culpa (2008). 17 min.
- Diari d'un malalt d'amor (2009). 96 min.
- temps! (2009). 3 min. Videocreació.
- Las migrantes. (2009) 22 min. Documental.
- Déu és blanc. (2009) 30 min. Documental.
- Atención, putas (2009). 6 min. Videocreació.
- El camí sense fi. 84 min. Documental.
- La pausa dels morts. Documental. Postproducció.

## Teatre
Les habitacions tancades és una obra de teatre escrita per Samuel Sebastian en el 2008 que va resultar guanyadora del premi Octubre de teatre del mateix any. El jurat estava format per Àngels Aymar, Jordi Coca i Rodolf Sirera Turó i va destacar la valentia per a brodar un tema d'extrema duresa com és el de l'incest i els abusos en una història de dependència amb només dos personatges. L'obra va ser publicada per l'Editorial Tres i Quatre, entitat convocant del premi, el 2009. L'argument de l'obra gira al voltant d'un pare que abusa sexualment de la seva filla de catorze anys i descriu el moment en el qual ella es rebel·la. La història està escrita en temps real, entre el moment en el qual el pare acaba d'abusar de la seva filla i fins al moment del dinar de diumenge. En rebre el premi, l'autor va reconèixer que no havia fet cap concessió en aquesta obra dura i aspra. Les habitacions tancades és també la seva primera obra teatral que va escriure només en cinc dies per a mantenir la intensitat de la història. En el lliurament del premi, Samuel Sebastian va destacar que, per a ell, el català és la seva llengua d'acollida, ja que és fill d'immigrants castellanoparlants i no va començar a parlar aquesta llengua fins als vint anys.